# Лукшина Аліса Костянтинівна
Алі́са Костянти́нівна Лукшина́ (нар. 8 лютого 1999, Київ) — українська акторка.

## Життєпис
Народилася в Києві. З дитинства мріяла стати архітекторкою чи продовжити лікарську династію, проте у 9 років була затверджена на головну дитячу роль у телесеріалі «Тільки кохання», що змінило її життя.
На сьогоднішній день має за плечима більше 55-ти проектів, серед яких: серіали та художні фільми, фестивальні короткометражні та повнометражні стрічки.
Навчалася у Варшавській кіношколі «Warszawska Szkoła Filmowa» (Польща).

## Фільмографія
- 2008 — Принцеса цирку — епізод
- 2009 — Афера «Фаревелл» (Farewell / L'affaire Farewell) — епізод
- 2010 — Тільки кохання — Марійка Нефедова — головна дитяча роль
- 2010 — Зозуля — Марія
- 2011 — Скринька Пандори — Анюта, донька Василія
- 2011 — Рівень секретності 18 (документальний) — Ніна
- 2011 — Повернення Мухтара-7 — Юля Пашкова
- 2011 — Биття серця — Марія у дитинстві
- 2012 — Повернення Мухтара-8 — Юля Пашкова
- 2014 — Трубач — Даша
- 2014 — Поки станиця спить — козачка
- 2014 — Особова справа — Олена Мілюкова
- 2015—2016 — Відділ 44 — Майя
- 2015 — Щоб побачити райдугу, потрібно пережити дощ — Віра у юності
- 2015 — Жилець (короткометражний) — Марія— головна роль
- 2016—2019 — Черговий лікар — Ліля
- 2016 — Центральна лікарня — Люба, донька потерпілого у ДТП
- 2016 — Запитайте в осені — Марина
- 2016 — Вибач — Олена, донька головних героїв Марини і Влада — головна дитяча роль
- 2016 — Помада (короткометражний) — Олена— головна роль
- 2016 — Одиначка — Лера
- 2016 — Команда — Олена
- 2016 — Громадянин Ніхто — Юля, племінниця Данилових, художниця (немає у титрах)
- 2017 — Субота — Марія Каблукова — головна  роль
- 2017 — Клуб невдах (короткометражний) — Наталія —головна роль
- 2018 — Родинні зв'язки — Анастасія Голубенко — головна  роль
- 2018 — Краса потребує жертв — Валерія в юності
- 2018 — Втікачка — Юля Горська — донька головного героя
- 2019 — Черкаси — Софійка
- 2019 — Таємниця Марії — Ася
- 2020 — Родинні зв'язки-2 — Анастасія Голубенко — головна  роль
- 2020 — Зникаючі сліди — Наташа
- 2020 — Дочки — Вікторія — головна  роль
- 2020 — Втікачка-2 — Юля Горська — донька головного героя
- 2020 — Життя прекрасне — Олена — головна  роль
- 2020 — Тінь минулого — Яна  — головна  роль
- 2021 — Теорія зла — Марічка Скляренко  — головна  роль

## Нагороди і призи
Лауреатка 17-го кінофестивалю «Запорізька синерама» в номінації «Краща дитяча роль» (фільм «Жилець», 2015).